# Alix Senator
Alix Senator – francuska seria komiksowa autorstwa Valérie Mangin (scenariusz) Thierry'ego Démareza (rysunki), publikowana przez wydawnictwo Casterman od 2012. Jest to reboot innej serii komiksowej, Alix, stworzonej w 1948 przez Jacques'a Martina. Polskie tłumaczenie Alixa Senatora ukazuje się w formie tomów zbiorczych nakładem wydawnictwa Elemental od 2018.

## Fabuła
Akcja serii rozpoczyna się w 12 roku p.n.e. w Rzymie. Przyjaciel cesarza Oktawiana Augusta, kapłan Marek Emiliusz Lepidus, ginie zaatakowany przez orły. Cesarz zleca senatorowi Alixowi Grakchusowi, by zbadał sprawę. Początkowy podejrzany, tajemniczy treser ptaków, okazuje się niewinny. Alix orientuje się, że inspirator zbrodni znajduje się w bezpośrednim otoczeniu Oktawiana.

## Tomy
| Tom | Tytuł i rok wydania polskiego   | Tytuł i rok wydania oryginalnego  | Uwagi                                                                                     |
| --- | ------------------------------- | --------------------------------- | ----------------------------------------------------------------------------------------- |
| 1   | Krwawe orły (2018)              | Les Aigles de sang (2012)         | Po polsku tomy ukazały się w wydaniu zbiorczym pt. Alix Senator – Cykl Drapieżców.        |
| 2   | Ostatni faraon (2018)           | Le Dernier Pharaon (2013)         | Po polsku tomy ukazały się w wydaniu zbiorczym pt. Alix Senator – Cykl Drapieżców.        |
| 3   | Sprzysiężenie drapieżców (2018) | La Conjuration des rapaces (2014) | Po polsku tomy ukazały się w wydaniu zbiorczym pt. Alix Senator – Cykl Drapieżców.        |
| 4   | Demony Sparty (2018)            | Les Démons de Sparte (2015)       | Po polsku tomy ukazały się w wydaniu zbiorczym pt. Alix Senator – Cykl Kybele.            |
| 5   | Skowyt Kybele (2018)            | Le Hurlement de Cybèle (2016)     | Po polsku tomy ukazały się w wydaniu zbiorczym pt. Alix Senator – Cykl Kybele.            |
| 6   | Góra Umarłych (2018)            | La Montagne des Morts (2017)      | Po polsku tomy ukazały się w wydaniu zbiorczym pt. Alix Senator – Cykl Kybele.            |
| 7   | Potęga i wieczność (2018)       | La Puissance et l'Éternité (2018) | Po polsku tomy ukazały się w wydaniu zbiorczym pt. Alix Senator – Cykl Kybele.            |
| 8   | Miasto trucizn (2020)           | La cité des poisons (2018)        | Po polsku tomy ukazały się w wydaniu zbiorczym pt. Alix Senator – Cykl trucizn.           |
| 9   | Widma Rzymu (2020)              | Les Spectres de Rome (2019)       | Po polsku tomy ukazały się w wydaniu zbiorczym pt. Alix Senator – Cykl trucizn.           |
| 10  | Drapieżna puszcza (2024)        | La Forêt carnivore (2020)         | Po polsku tomy ukazały się w wydaniu zbiorczym pt. Alix Senator – Na tropach przeszłości. |
| 11  | Niewolnik z Chorsabadu (2024)   | L'Esclave de Khorsabad (2020)     | Po polsku tomy ukazały się w wydaniu zbiorczym pt. Alix Senator – Na tropach przeszłości. |
| 12  |                                 | Le Disque d'Osiris (2021)         |                                                                                           |
| 13  |                                 | L'Antre du Minotaure (2022)       |                                                                                           |
| 14  |                                 | Le Serment d'Arminius (2023)      |                                                                                           |
| 15  |                                 | Les Cercles des géants (2024)     |                                                                                           |
| 16  |                                 | L'Atlantide (2025)                |                                                                                           |